# Атабай Атаев
Атабай (Атаби) Атаев (чечен. Ати Атаби; 1800 год, Чунгарой — 1889 год, Урус-Мартан) — чеченский полководец, один из самых приближенных наибов имама Шамиля, мудир (генерал) Северо-Кавказского имамата, участник Кавказской войны. Один из предводителей восстания Чечни 1860—1861 годов с Ума Дуевым и Байсангуром.

## Биография
Атабай Атаев родился в 1800 году в селении Чунгарой. Образование получил в сельском мектебе, по некоторым данным, также учился в университете Аль-Азхар в Египте. После окончания учебы стал кадием в родном ауле.

### Кавказская война
«Гихинский Ахтабай Мулла Чунгорой, молодой человек, учёный и воинственный, любим Шамилем и народом, не имеет никаких сношений».
В донесениях царских офицеров Атабай начинает появляться с 20 августа 1844 года. Генерал Нейдгардт в рапорте военному министру Чернышеву от 28 августа 1844 года называет его наибом.
В октябре 1844 года в сражении за аул Гелен-Гойта погиб один из сыновей Атабая (возможно, старший сын — кадий Мансур).
12 октября 1845 года был утвержден имамом Шамилем в должности наиба Малой Чечни, с широкими полномочиями.
12 декабря 1845 года был назначен наибом Гехинского округа (Малая Чечня). С августа 1846 года в течение нескольких лет он являлся мудиром Малой Чечни. В апреле 1846 года в должности наиба Атабай участвовал в подготовке похода имама Шамиля в Кабарду. 
В августе 1846 года Атабай был переведён на должность наиба Шатоевского участка, а гехинским наибом был назначен Магомедмирза Анзоров. В 1852 году Атабай ушел с должности шатоевского наиба и стал преподавать в духовной школе. Его учениками стали десятки будущих алимов и мулл, в числе которых был Гойта-Мулла из Урус-Мартана, отец Билу-Хаджи.
В мае 1860 года, вдохновленный действиями Байсангура Беноевского, Атабай вместе с Ума Дуевым поднял восстание в Аргунском округе. Его отряд, состоящий из 200 человек, действовал в районе Харсеноя. В октябре отряды Ума Дуева и Атабая неудачно штурмовали крепость Шатой, где потерпели тяжёлое поражение от превосходящих численностью царских войск. 
В ноябре 1861 года повстанцы потерпели окончательное поражение. 14 ноября Атабай сдался, в том же году его отправили в ссылку в Псковскую губернию. До 1863 года Атабай с семьёй находился в городе Порхов, после чего был переведён в Рязанскую губернию, в город Касимов.
Во время переезда из Порхова в Касимов Атабай некоторое время провел в Санкт-Петербурге, где встречался с профессором Нофалем. По мнению Нофаля, Атабай отличался «своим природным умом и умственным образованием» и «имеет хорошее познания в арабском языке».
Вернулся на родину в 1883 году. В 1887 году подавал прошение с просьбой отправиться в хадж, но ему было отказано. Атабай Атаев умер в 1889 году и похоронен на старом кладбище в Урус-Мартане.